# Numerius Vibius Serenus (Prokonsul)
Numerius Vibius Serenus, zuvor irrtümlich als Gaius Vibius Serenus benannt, war ein römischer Senator, der an der Wende des 1. Jahrhunderts v. Chr. zum 1. Jahrhundert lebte. Nachdem er bei Tiberius in Ungnade gefallen war, wurde er bis zu seinem Lebensende auf die Insel Amorgos verbannt.
N. Vibius Serenus führte im Jahr 15 oder 16 das Amt der Praetur aus, wo er im Hochverratsprozess gegen Marcus Scribonius Libo Drusus, als einer von vier Anklägern, tonangebend im Senat aufgetreten war. Nach dem Selbstmord des Denunzierten beklagte sich N. Vibius Serenus in einem Schreiben an Tiberius unter anderem, dass er als einziger der Ankläger keinerlei Belohnung erhalten hatte.
Um die Jahre 20 bis 22 setzte N. Vibius Senerus seine Karriere als Prokonsul in der Senatsprovinz Hispania ulterior Betica fort. Hier bemühte er sich besonders um die Publizierung des Senatus consultum de Gnaeo Pisone patre vom Dezember des Jahres 20, das den Giftmord an Germanicus behandelte und die strafrechtlichen Folgen für die mutmaßlichen Verantwortlichen – die Kinder der Angeklagten wurden für schuldlos erklärt – bekannt gab.
Nach Beendigung der Statthalterschaft wurde N. Vibius Senerus im Jahr 23 auf Grundlage der lex Iulia de vi publica wegen Grausamkeit und Amtsmissbrauchs angeklagt. Die Schutzbestimmung des Gesetzes lag im strafbewehrten Verbot der Folterung römischer Bürger oder freier Nichtbürger in einem gerichtlichen Ermittlungsverfahren. Er wurde der Anklage für schuldig befunden und auf die Insel Amorgos deportiert.
Nach einem Jahr wurde N.Vibius Serenus zurück nach Rom sistiert, um sich vor dem Senat der Anklage wegen Hochverrats gegen Tiberius zu stellen, die von seinem gleichnamigen Sohn initiiert wurde. Die Anprangerung erwies sich nach Vernehmung von Zeugen und der Folterung von Sklaven als haltlos, so dass die Klage des Majestätsverbrechens fallen gelassen wurde. Nach den Ausführungen des Tacitus war Tiberius jedoch wegen des von N. Vibius Serenus vor Jahren verfassten Beschwerdeschreibens persönlich gegen diesen eingenommen, so dass er wegen angeblich zwischenzeitlich anderen bekannt gewordenen Verfehlungen verurteilt wurde. Entgegen den Anträgen, die für die Todesstrafe oder die einer solche gleichkommende Deportation auf ein unbewohnbares Eiland wie Gyaros oder Donousa gestellt wurden, wurde N. Vibinus Serenus jedoch auf Weisung des Kaisers nach Amorgos zurück deportiert.